# 風に立つライオン
「風に立つライオン」（かぜにたつライオン）は、さだまさしの楽曲、小説、映画、公益財団法人。1987年11月10日に12インチシングル盤で、1988年3月25日にCDシングル盤でリリースされた。本項では楽曲の他、小説、映画、並びにこれらの作品をきっかけに設立された「公益財団法人風に立つライオン基金」についても記す。

## 楽曲概要
1987年7月25日発売のアルバム『夢回帰線』に収録後、同年11月10日に12インチシングル盤でシングルカットされ、1988年3月25日にCDシングル盤でリリースされた。のちに、1994年12月21日に発売されたベストアルバム『さだまさしベスト』にも収録されている。
長崎大学熱帯医学研究所（熱研）の医師としてケニアに派遣され現地医療に従事していた柴田紘一郎のエピソードにさだがインスパイアされ、制作した楽曲で、歌詞は主人公（柴田）が日本にいる恋人に宛てた手紙の形式を取っている。間奏・後奏には『アメイジング・グレイス』の旋律が引用されている。
1990年の第41回NHK紅白歌合戦でさだが歌唱している。
映画化作品の主題歌にセルフカバーをした「風に立つライオン（シネマ・ヴァージョン）」を採用し、2015年2月18日にデジタル配信を開始した。売り上げの一部は、さだが1995年に立ち上げた「NPO法人ピーススフィア貝の火運動」基金を通じて、ケニアの医療施設などにおくられる。セルフカバーの編曲も渡辺俊幸が担当し、49人のオーケストラと共にレコーディングが行われた。のちにアルバム『風の軌跡』に収録された。
沢知恵がアルバム『いいうたいろいろ2』『シンガー』などでカバーしている。
さだは映画化に前後して2015年に「公益財団法人 風に立つライオン基金」を設立しており、僻地医療や大規模災害の復旧現場などにおいて奉仕活動をする個人や団体に対して支援を行っている。設立に当たっては医師の鎌田實を始め、親交のある佐渡裕・古田敦也・戸張捷らの協力を得た。

## 収録曲
この時期に発表したさだの作品はすべて作詞ではなく「作詩」とクレジットされている。

### 12インチシングル盤
| #  | タイトル             | 作詞・作曲 | 編曲     | 解説             |
| -- | -------------------- | ---------- | -------- | ---------------- |
| 1. | 「風に立つライオン」 | さだまさし | 渡辺俊幸 | アンコールカット |

| #  | タイトル                 | 作詞・作曲 | 編曲     | 解説                                                                 |
| -- | ------------------------ | ---------- | -------- | -------------------------------------------------------------------- |
| 2. | 「道（はないちもんめ）」 | さだまさし | 吉川忠英 | 2012年に、小林幸子がカバー（シングル「茨の木」のカップリングに収録） |
| 3. | 「遠い祭」               | さだまさし | 渡辺俊幸 | ヤマザキパン イメージソング                                          |

### CDシングル盤
| #         | タイトル             | 作詞・作曲 | 編曲      | 時間  |
| --------- | -------------------- | ---------- | --------- | ----- |
| 1.        | 「風に立つライオン」 | さだまさし | 渡辺俊幸  | 8:54  |
| 2.        | 「黄昏迄」           | さだまさし | 服部克久  | 5:29  |
| 合計時間: | 合計時間:            | 合計時間:  | 合計時間: | 14:23 |

## 小説
この楽曲に感銘を受け、「聴けば聴くほど、歌われた人物について知りたくなる。この歌の世界を映像で見たい、できるならば自分で演じたい」と考えた大沢たかおが、さだに映画化を視野に入れた小説（原作）の執筆を直談判し制作されたものである。大沢の依頼に対してさだがなかなか企画を進めなかったため、大沢は自分でBSプレミアムのアフリカのドキュメンタリーの仕事を引き受け、それをさだに見せることで本気度をアピールした。大沢は他にも、東日本大震災が制作の原動力になったのではないかと語っている。
2013年7月18日に幻冬舎から単行本が、2014年12月26日には幻冬舎文庫版が刊行された。
登場人物の名前などは架空の人物に置き換えられ、東日本大震災の被災地などの楽曲制作当時と違う状況が登場するなど、フィクションとして制作されている。

## 映画
2015年3月14日に公開された。監督は三池崇史、主演は大沢たかお。前述のとおり大沢が企画段階から携わっている。
2014年11月に長崎県で撮影がクランクインし、その後はケニアのナイロビで撮影を行っている。監督の三池が「冒険しない映画はつまらない」という理由から、敢えて南アフリカのように撮りやすい場所を選ぶのを避けて、ケニアロケを敢行。日本映画でケニアでロケを行うのは『沈まぬ太陽』以来のことで、ホテルから撮影現場までは護衛が付き、全員が予防接種を受けて撮影に臨んだ。1980年代の医療器具を集めたり、古い車をもう一度走れるようにし、その当時の状況に出来るだけ近い環境で撮影を行った。三池はまた、自身の作品につきものの暴力的な表現を抑え、中学生でも観られる「デフォルメしない」撮り方をしている。
楽曲および小説の原作者のさだは、撮影の陣中見舞いで初めてケニアを訪れている。

### キャスト
- 島田航一郎 - 大沢たかお（長崎大学熱帯医学研究所（熱研）ケニア拠点で働く医師）
- 草野和歌子 - 石原さとみ（ケニア・ロキチョキオにある赤十字戦傷病院に勤める看護師）
- 秋島貴子 - 真木よう子（島田が日本に残してきた恋人）
- 青木克彦 - 萩原聖人（島田とは長崎大学医学部の同期で、熱研の同僚医師）
- 田上太郎 - 鈴木亮平（漁師）
- 児島聡子 - 松本穂香（高校時代）→藤谷文子（島田とは高校の同級生。看護師を経て、青木の妻に）
- 秋島清美 - 中村久美（貴子の母）
- 秋島誠一 - 山崎一（貴子の父）
- 福田和恵 - 宮田早苗（患者）
- 島田の母 - ちすん
- 村上雅行 - 石橋蓮司（熱研ケニアの所長）
- 少年期のミケことンドゥング - ERICK OJIAMBOH
- 医師になったミケことンドゥング - PATRICK OKETCH
- NICK REDING
- LYDIA GITACHU

### スタッフ
- 原作：さだまさし「風に立つライオン」（幻冬舎文庫）
- 企画：大沢たかお
- 監督：三池崇史
- 脚本：斉藤ひろし
- 音楽：遠藤浩二
- 主題歌：さだまさし「風に立つライオン（シネマ・ヴァージョン）」（U-CAN）
- 製作：中山良夫、市川南、見城徹、山中力、藪下維也、奥野敏聡、柏木登、松田陽三、品川泰一
- ゼネラルプロデューサー：奥田誠治
- エグゼクティブプロデューサー：門屋大輔
- プロデューサー：藤村直人、坂美佐子、前田茂司
- アソシエイトプロデューサー：北島直明
- 撮影：北信康
- 照明：渡部嘉
- 美術：林田裕至
- 録音：中村淳
- 装飾：坂本朗
- 編集：山下健治
- 音響効果：柴崎憲治
- VFXスーパーバイザー：太田垣香織
- スタイリスト：前田勇弥
- 助監督：原田健太郎、倉橋龍介
- キャスティングプロデューサー：杉野剛、Lenny Juma
- ラインプロデューサー：今井朝幸、善田真也、Bob Nyanja
- 後援：長崎大学、ナイロビ大学
- 協力：赤十字国際委員会（ICRC）、日本赤十字社、在ケニア日本国大使館、国際協力機構（JICA）、長崎県フィルムコミッション、五島市観光交流課、宇久町観光協会、道祖神、DoDoWORLD、エティハド航空、品川イーストクリニック
- 配給：東宝
- 制作プロダクション：日テレアックスオン、OLM TEAM MIYAGAWA
- 制作協力：楽映舎
- 企画・製作幹事：日本テレビ放送網
- 製作：「風に立つライオン」製作委員会（NTV、東宝、コアインターナショナル、ytv、OLM、VAP、幻冬舎、読売新聞社、U-CAN、STV、MMT、SDT、CTV、HTV、FBS、NIB）

## 公益財団法人風に立つライオン基金
当作品の作詞・作曲・小説原作者であるさだまさしは、1972年から親交のあった柴田紘一郎との交流を描いた当作品を映画化するにあたり、ケニアにわたり、現地で働く日本人女性医師などの活躍に感銘を覚え、基金を運営するための財団法人を設立するように動き出す。また、さだ自身は大規模な自然災害などが起こるたびに、自らのコンサートでのチャリティー募金や被災地住民の慰問活動などを展開してきた。
そこで、「途上国で頑張る日本人の"風に立つライオンの力"になりたい」「見過ごされがちな個人たちへささやかな支援をしたい」「被災地で人を救うために活動する国内の個人や団体の偉大な志を支援したい」といった様々な縁をきっかけに、映画版上映から5か月が経過した2015年8月に、「一般財団法人風に立つライオン基金」として設立される。
現理事長はいすみ鉄道社長の古竹孝一。
2017年7月に公益財団法人への昇格が認可された
主な活動として以下がある。
- いのちや平和についての啓もう活動に取り組む国内外の個人・団体に対する助成金の贈呈
- 大規模自然災害の復旧・復興のための支援活動
- 様々なボランティア活動に取り組む企業・団体・個人などを憲章する「高校生ボランティアアワード」「風に立つライオンオブザイヤー」の表彰
- 各種チャリティーコンサート・講演会